# Cwietniki (obwód nowosybirski)
Cwietniki (ros. Цветники) – wieś (sieło) w Rosji, w obwodzie nowosybirskim, w rejonie zdwińskim. W 2010 liczyła 725 mieszkańców.